# NGC 6682
NGC 6682 é um aglomerado aberto na direção da constelação de Scutum. O objeto foi descoberto pelo astrônomo John Herschel em 1827, usando um telescópio refletor com abertura de 18,6 polegadas. 